# Niveoscincus orocryptus
Espèce
Synonymes
- Leiolopisma orocryptum Hutchinson, Schwaner & Medlock, 1988

Niveoscincus orocryptus est une espèce de sauriens de la famille des Scincidae.

## Répartition
Cette espèce est endémique de Tasmanie en Australie.

## Publication originale
- Hutchinson, Schwaner & Medlock, 1988 : A new species scincid lizard (Lygosominae: Leiolopisma) from the highlands of Tasmania. Proceedings of the Royal Society of Victoria, vol. 100, p. 67-73 (texte intégral).